# بوگدان ماگلیچ
 بوگدان ماگلیچ (انگلیسی: Bogdan Maglich؛ زاده ۵ اوت ۱۹۲۸) یک فیزیک‌دان هسته‌ای بود.